# Vopnafjörður

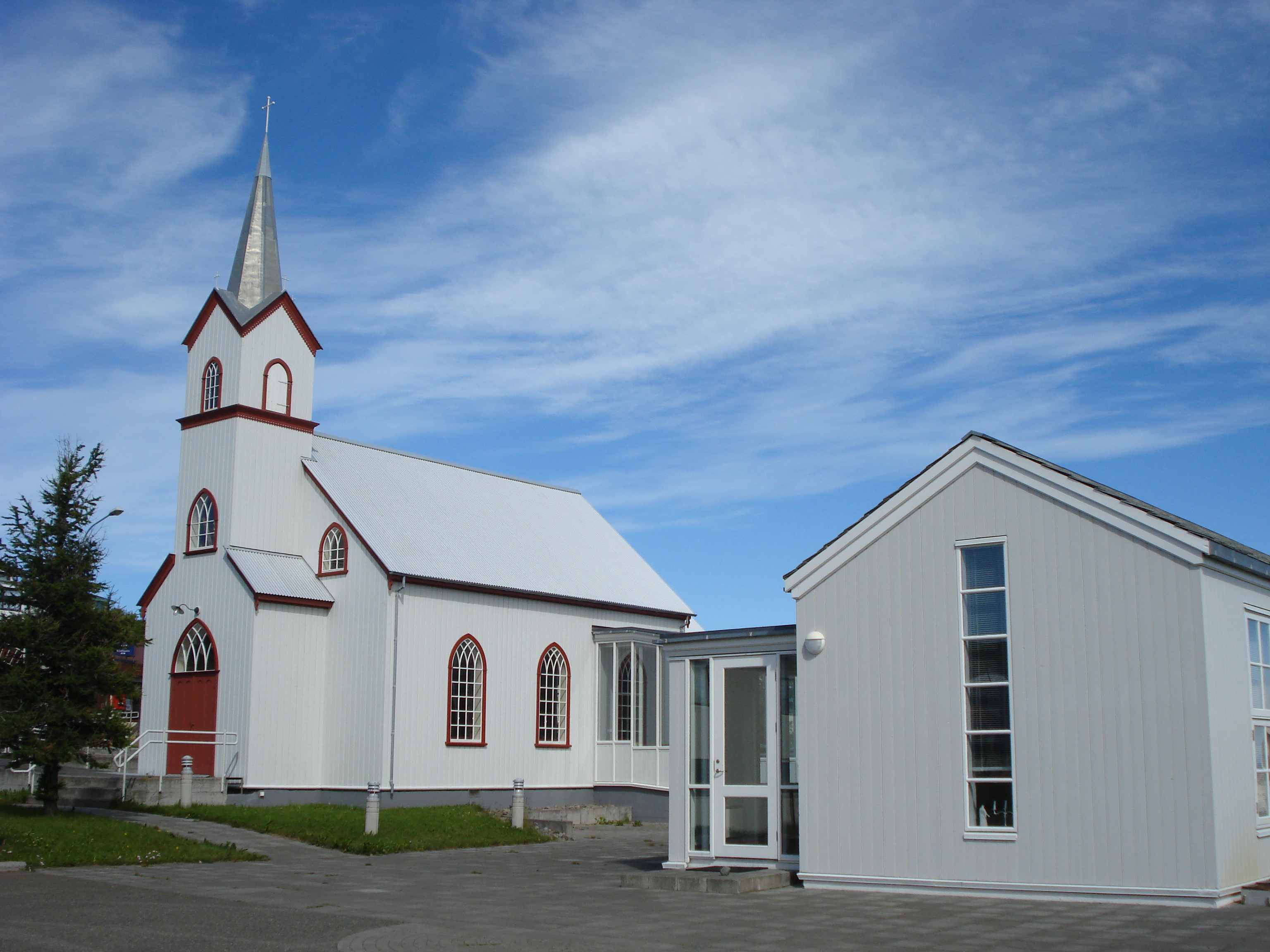
Kostel v obci

Vopnafjörður je vesnice na severovýchodě Islandu, nacházející se uprostřed horské zátoky stejného jména. Žije zde 712 obyvatel a obec se zaměřuje především na zpracování ryb, zemědělství, ale i cestovní ruch. Nachází se zde i letiště pravidelnými lety do Akureyri, mimo něj je zde jen málo možností spojení se s okolním světem. Je zde základní škola s téměř stem studentů, školka i banka nebo klinika. Obec Vopnafjörður navštívili například George Bush, Charles, princ z Walesu, Jack Nicklaus nebo Paola Belgická.

## Geografie
Zeměpisné souřadnice Vopnafjörður jsou 65°45'45 severní šířky a 14°50'18 západní délky, jedná se tedy o obec ležící na poloostrově Tangi, který je známý pro skalisté útesy, zátoky a ostrůvky. Celá oblast Vopnafjörður je známá pro řeky plné lososů a nedotčenou krajinu. Hofsá a Sela jsou jedny z hlavních řek na Islandu, kde se dají lovit lososi.

## Podnebí
I přesto, že se Vopnafjörður nachází v severním Atlantiku, je zde mnohem tepleji, než ve většině jiných obcí na jihu ostrova nebo v podobné zeměpisné šířce. Teploty v zimě jen velmi zřídka klesnou pod -10 °C a v létě zde teploty dosahují až 20 °C. Tak vysoké teploty způsobuje především teplý Golfský proud, který místní podnebí značně ovlivňuje.